# Hailar
Hailar (海拉尔; pinyin, Hǎilār) è una città della Cina, nella regione autonoma della Mongolia Interna; sorge a quasi 700 m di quota, a una latitudine di 49° N, nelle montagne del Grande Khingan vicino ai confini con la Mongolia. Nel 1999 aveva una popolazione di 209 294 abitanti.
La città è stata fondata nel 1734 come forte cinese con il nome di Hulun; oggi è un mercato agricolo di una certa importanza.